# Gyranusoidea munda
Gyranusoidea munda är en stekelart som beskrevs av Annecke 1969. Gyranusoidea munda ingår i släktet Gyranusoidea och familjen sköldlussteklar. Inga underarter finns listade i Catalogue of Life.